# 3つの密

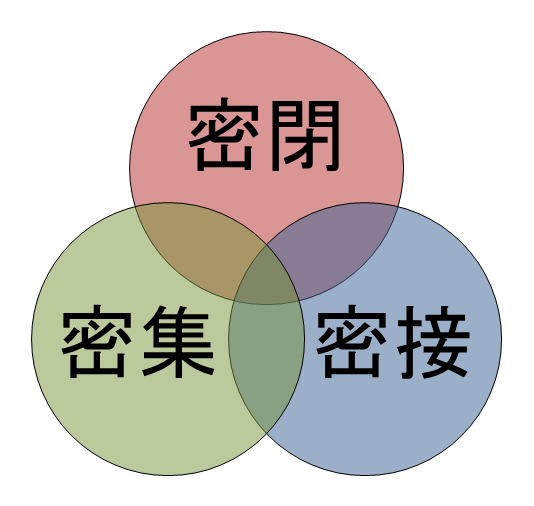
「3つの密」の図。条件が重なるところほどクラスター（集団感染）発生のリスクが高まる。

3つの密（みっつのみつ）は、2020年（令和2年）の新型コロナウイルス感染症（COVID-19）拡大初期に首相官邸・厚生労働省が掲げた標語。密閉・密集・密接を指し、集団感染防止のためにこれらを避けるように呼びかけた。3つの「密」・三つの密、あるいは単に「密」とも表記され、一般に3密（さんみつ）と略される。また、英語圏ではThree Cs・3Csとして普及している。

## 3つの「密」と対策

### 密閉
密閉は、窓がなかったり換気ができなかったりする場所を指す。換気の不十分な空間において空気中のウイルス濃度が高くなり感染のリスクが生じる可能性が指摘されており、実際感染した事例も報告されている。対策としては、部屋の規模に関わらず十分な換気が重要である。厚生労働省・首相官邸は、窓のある部屋の場合は2方向の窓を数分間程度全開にし、毎時2回以上換気することを、また乗用車やトラックなどのエアコンでは「外気モード」にし電車やバスなどの公共交通機関では窓開けに協力するように呼びかけている。なお、「換気の悪い密閉空間」とは、一般的な建築物の空気環境の基準を満たしていないことを指すものと考えられる。その意味では、ビル管理法の基準に適合させるために必要とされる換気量（一人あたり必要換気量約30立方メートル毎時）を満たせば、「換気の悪い密閉空間」には当てはまらないと考えられる。よって、窓のない施設でも過剰に心配する必要はないが、換気量をさらに増やすことや一部屋あたりの人数を減らすことが求められる。なお、通常の家庭用エアコンでは換気が行われないため、別途換気が必要である。

### 密集
密集は、人がたくさん集まったり、少人数でも近い距離で集まることを指す。対策としては、他の人と互いに手を伸ばしても届かない十分な距離（2メートル以上、最低でも1メートル）を保つことが効果的である。

### 密接
密接は、互いに手が届く距離で会話や発声、運動などをすることを言う。密接はどんな場面でも起こり得る。世界保健機関 (WHO) によれば、5分間の会話で1回の咳と同じくらいの飛沫が飛ぶ（約3000個）ことが報告されている。対策としては、会話・発声・運動などの際に、十分な距離を保ち、マスクを着用することが求められる。

### 回避の解釈
2020年当時の内閣総理大臣・安倍晋三は、4月17日の衆議院厚生労働委員会で妻・安倍昭恵の大分旅行に関連して「密」が3つ重なることが問題であると発言した。対して22日の記者会見で菅義偉官房長官（当時）は「3つの条件が重ならなければ感染のリスクがないと言っているのではない」と強調した。これらの整合性について毎日新聞は懐疑的に報じている。
また、2021年に日本国内でもいわゆる変異株の拡大が始まってからは「1密」や「2密」でも感染拡大のリスクが高まったことが報告されている。4月には河原での飲み会（密集、密接）における感染例が、3月には2メートル以上の間隔を空けての劇場での稽古（密閉）における感染例が報告されている。西村康稔経済再生担当大臣（当時）は5月2日の会見で「最近のクラスターにはこれまでに見られなかった事例が出てきている」としたうえで「1つの密だけでも感染が広がっているケースもある」と注意喚起した。厚生労働省に対策を助言する専門家組織も「3密の場面だけではなく、2つあるいは１つの要素だけでも感染のリスクがある」と言及した。
首相官邸・厚生労働省は「ゼロ密を目指そう！」と呼びかけるポスターを制作している。 また、国立感染症研究所も、ゼロ密を「1つの密でも避ける」と定義し、基本的感染防止策として呼びかけている。

## 経緯

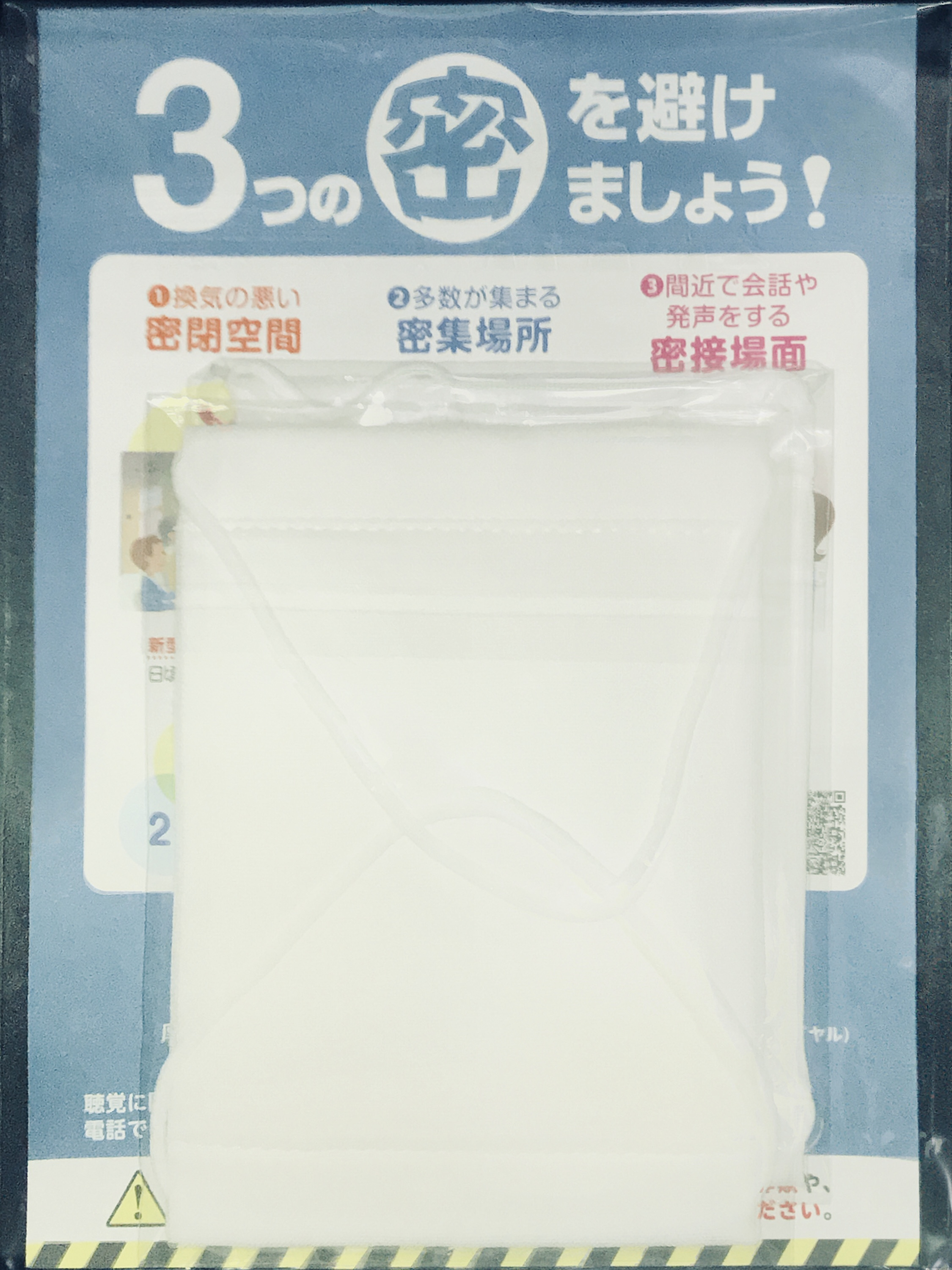
2020年、3密を避けるように呼びかけるチラシが布マスク（いわゆるアベノマスク）と共に国民に配布された。

### 2020年
2月25日
厚生労働省クラスター対策班が設置され、クラスターの共通項を見つけて類型化すれば、より有効な行動変容を呼びかけることができるはずとの議論がなされた。
3月1日
厚生労働省は新型コロナウイルスの感染拡大の予防策として、「新型コロナウイルスの集団感染を防ぐために」を公表した。スポーツジム、屋形船、ビュッフェスタイルの会食、雀荘、スキーのゲストハウス、密閉された仮設テントなどでは1人の感染者から複数に感染が広まった事例が報告されていることを念頭に、集団感染（クラスター発生）の共通点として、
1. 換気が悪く
2. 人が密に集まって過ごすような空間
3. 不特定多数の人が接触するおそれが高い場所

を挙げ、注意喚起をした。
3月9日
国内での感染者が増加傾向に入った3月9日、厚生労働省の専門家会議は、これまで集団感染が確認された場所は三つの条件を満たす場所や場面だとし、それらを避けるように要請した。この時点では
1. 換気の悪い密閉空間
2. 多くの人が密集
3. 近距離（互いに手を伸ばしたら届く距離）での会話や発声

の三つが挙げられ、さらに「クラスターの発生のリスクを下げるための3つの原則」として、
1. 換気を励行する
2. 人の密度を下げる
3. 近距離での会話や発声、高唱を避ける

を挙げた。これらに加えてこまめな手指衛生と咳エチケットの徹底、共用品を使わないことや使う場合の充分な消毒を感染予防の観点から強く推奨した。ただ、この時点では「密」に着目した言及はなかった。専門家会議の発表を聞いた官邸スタッフの一人が、集団感染が確認された場所や場面の3つの条件のうちを3つ目の「近距離での会話や発声」を「密接」とすることを提案し、「3つの密」が誕生した。
3月18日
3月18日、首相官邸公式Twitterは、
1. 換気の悪い密閉空間
2. 多数が集まる密集場所
3. 間近で会話や発声をする密接場面

を避けて外出するように呼びかけ、3月19日には新型コロナウイルスの集団発生防止に関するチラシ「密を避けて外出しましょう!」を公式サイトに掲載した。これは後に、「3つの密を避けましょう!」に変更された。この時点ではまだ国民に広く浸透はしていなかったが、3月25日に小池百合子東京都知事が記者会見で「NO！！3密 3つの密を避けて行動を」とボードに掲げ、この姿が広く報道されたことで知名度が上がった。
3月28日
3月28日には、安倍晋三首相（当時）が記者会見で「3つの密」を避けるように呼びかけた。
以来、「3つの密」は新型コロナウイルス拡大防止の標語として広く用いられているが、3月31日から4月1日にかけて厚生労働省とLINEが新型コロナウイルス対策のため全国の利用者を対象に行った調査の第1回では、「3つの密」を避ける取り組みが十分ではない現状が明らかになった。
5月14日
安倍首相は会見で「3つのお願い」の3つ目として、引き続き3つの密を生活のあらゆる場面で避けていただきたい、と呼びかけた。
6月18日
6月18日の記者会見で安倍首相は、クラスター対策を進める中で「3つの密を避けることによって、日々の仕事や暮らしを続けながら感染を予防できる」との知見が得られたとし、また「3つの密」は3つのC（Three Cs）として、世界中で認識されるに至っているとの認識を述べた。

### 2023年
3月8日
新型コロナウイルス感染症が2023年5月に5類感染症に移行した後の感染対策について、厚生労働省の専門家会議で専門家の見解が取りまとめられる。3月8日の会見では、「3密の回避と換気」を含む感染対策が引き続き呼びかけられた。

## 波及・派生

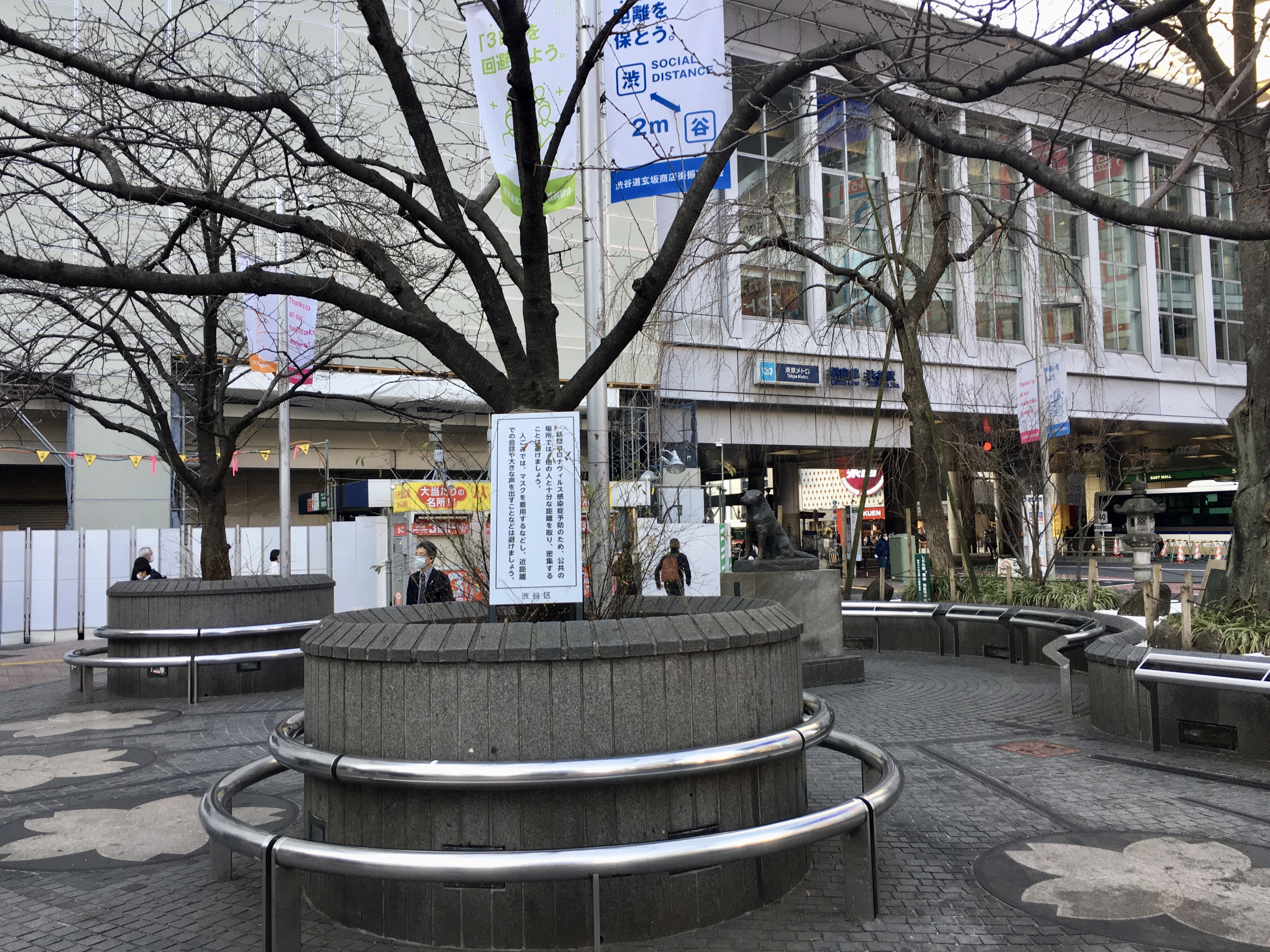
2021年2月、緊急事態宣言下の渋谷駅前、ハチ公広場。「3密」の回避やソーシャルディスタンスの確保などを呼びかける掲示が確認できる。平時より人出が少なく、また通行人はマスクを着用している。

「3つの密」は2020年初頭・新型コロナウイルス感染拡大初期では日本国内でも十分に波及しなかったものの、先述の小池百合子東京都知事の会見での言及や後述の「密です」発言、安倍晋三首相の会見での言及などを経てマスメディアでも取り上げられるようになり、年内には新型コロナウイルスの感染拡大防止策として当たり前に使われるようになった。
厚生労働省とLINEが協力して行った全国調査で寄せられた全国およそ2400万人の回答を分析したところ、「3つの密」を避けていると答えた人の割合は、第1回の調査（3月31日から4月1日）時点では全国で28.83パーセントだったが、4月7日に政府が緊急事態宣言を出したあとの第3回の調査（4月12日から13日）では50.88パーセントと大幅に増えた。また、英訳の「Three Cs」も感染拡大防止策として国際的に普及した（#日本国外への普及）。
2020年11月5日に発表された同年の「ユーキャン新語・流行語大賞」候補30語でも、他の「アベノマスク」 「ソーシャルディスタンス」 「PCR検査」 などの新型コロナウイルス関連の用語とともにノミネートされ、12月1日、年間大賞として「3密」 が選ばれた。前日の11月30日に発表された「三省堂 辞書を編む人が選ぶ『今年の新語2020』」では、3位に「密」が選出されている。キャッチコピーを研究する中央大学の飯田朝子教授は「密」を「今年を象徴する一文字」と評価している。年末恒例の、その年の世相を漢字ひと文字で表す「今年の漢字」 でも「密」が選ばれた。

### 「密です」発言
東京都知事の小池百合子は2020年4月9日、内閣府でコメントを求めて殺到する報道陣に「密です」と連呼し、距離を空けるよう求めた。この様子が報じられるとネット上で話題となり、ツイッターには発言を題材にした投稿が相次いだ。個人開発によるゲームも登場し、ゲーム紹介動画は1週間で830万回以上再生、22日の取材では小池知事が「ここで私が“密”と言ったらゲームができてしまった」と言及した。飯田朝子は「『密です』とすることで『離れてください』ということを分かりやすく伝えられる」と説明している。12月1日に発表された「ネット流行語大賞 2020」では、「密です!」が投票全体10.4%の票を集め、銀賞となった（「あつまれ どうぶつの森」と同率）。

### 「集近閉」
「3つの密」と同様に、避けるべき状況を示す語として、集近閉（しゅうきんぺい）という標語もSNS上で広まった。これは新型コロナウイルス感染症の発生源、武漢のある中華人民共和国の中国共産党総書記（国家主席）の氏名・習近平をもじったもので、集・近・閉にはそれぞれ、次の意味がある。
1. 集 ＝人が集まる場所を避けよ。
2. 近 ＝近距離での会話や交流を避けよ。
3. 閉 ＝閉鎖、又は密閉されている、換気の悪い環境を避けよ。

## 日本国外への普及
日本の首相官邸及び厚生労働省は「3つの密を避けましょう!」の英語版として「Avoid the “Three Cs”! (PDF) 」を公表し、「Three Cs」は
1. Closed spaces
2. Crowded places
3. Close-contact settings

と定義している。
首相官邸・厚生労働省は英語版に加えて中国語版 (PDF) も作成しており、中国語版では日本語版と同じく「3密（密闭空间・密集场所・密切接触场面）」としている。
ニューヨーク市議会衛生委員長のマーク・レバインは2020年5月21日に「3つの密を避けましょう」のポスターを英訳版と共にツイッター上に掲載。「これが日本が取り組んでいること。何が最もリスクが高いかを強調する上で良い方法だ」と紹介している。ロサンゼルス郡は7月3日にツイッター公式アカウントでマスクの着用、社会的距離の確保、手洗いと「Three Cs」の回避を呼びかけて以降、定期的に「Three Cs」について言及している。
7月7日には新型コロナウイルス対策を担当する西村康稔経済再生担当大臣が米ウォールストリート・ジャーナル紙で「3密」について触れた。
10月12日にはイングランドのジョナサン・バン・タム副主任医務官が、首相官邸で開かれた英政府の記者会見に出席し 「ウイルスが拡散する条件は、日本の『3密』の助言にうまく要約されている」とした。さらに 「3密」（Three Cs）にD（duration＝3密の状態が長く続くこと）とV（volume＝歌ったり叫んだりすることでウイルスが遠くに飛び、感染が加速する）の独自の2項目を加えた「3密+2」を披露した。
6月18日の記者会見では、安倍首相が「3密」が世界中に知られるようになったとの認識を示しているが、10月8日に発表された民間臨時調査会の報告書でも「3密の考え方は、日本だけではなく、広く全世界に発表された」としている。
2023年1月23日、アメリカの感染対策を主導したアンソニー・ファウチは、NHKのインタビューに答え、日本のCOVID-19対策がうまくいったのは、『3密の回避（3 Cs to avoid）』とマスク着用を守ったからだと評価した。
WHOの感染症専門家で、新型コロナ禍に当初から対応にあたったマリア・ファンケルクホーフェは2024年12月上旬に日本を訪問した際に読売新聞の取材に応じ、日本政府が国民に対して3密の回避を求めた点については一貫性があり、何をすべきか明確だったと評価している。

### 世界保健機関 (WHO) の推奨
世界保健機関 (WHO) は2020年7月11日、新型コロナウイルスの感染予防に向け、3密の英訳に該当する「3Cs（3つのC）回避」を呼び掛けるメッセージを、FacebookとTwitter上に投稿した。なお、WHOは
1. Crowded places （人が集まる場所）
2. Close-contact settings （濃厚接触になる状況）
3. Confined and enclosed spaces （閉鎖かつ密閉された空間）

としており、首相官邸・厚生労働省の定義とは若干異なる。

## 日本の自治体によるキャンペーン

### 京都府
修学旅行での旅行先として学生が多く集まる京都府では、「京の修学旅行3密防止対策支援事業」を立ち上げて3つの密を避けての旅行を支援した。具体的には、当初予定していた移動手段を3密回避のために変更する場合、宿泊施設・食事場所の部屋数を増加させた場合、および生徒等が新型コロナウイルス感染症の陽性と判明し送迎等の費用が発生した場合に、生徒1名あたり2000円を上限に支援を行った。

### 福岡県
福岡県は、福岡市出身の女優・今田美桜を起用した観光プロモーション動画「ふくおか『避密（ひみつ）の旅』～いまだ、福岡行ってみよっ！～」を作成し2020年10月1日に公開した。動画は「3密」を避ける「新しい旅」がテーマで、福岡県観光振興課は「福岡の新しい魅力を発信したい」とした。

## 個別事例

### アプリケーション
ヤフーは2020年4月、「Yahoo! MAP」アプリ（iOS版、Android版）とウェブ版「Yahoo!地図」で2020年1月31日に終了していた「混雑レーダー」の提供を再開した。地図上でエリアやターミナル駅周辺の混雑度を確認できる機能で、政府や自治体が新型コロナウイルスの感染拡大防止に向けて3つの「密」の回避を要請していることから再開を決めた。

### 映画館
緊急事態宣言期間中は多くの映画館が休館し、さらに新作映画の公開延期もあって映画館の興行収入は5月時点で前年比1.1パーセントまで落ち込んだ。緊急事態宣言が解除された6月も客足が戻らず、興行収入は前年比9.9パーセントにとどまった。
新型コロナウイルスの影響を調査したアンケートによると、映画館が「3密に該当すると思う」と答えた人は63パーセント、映画館が危険と感じる理由について、「換気が悪そう（＝密閉空間である）」と答えた人は54パーセントにのぼり、感染リスクについて不安を感じる人が少なくないことが映画館の興行収入の大幅な減少に結びついたと考えられる。
このような不安に対して愛知医科大学の三鴨廣繁教授は、「映画館の換気がしっかりされているのがわかれば、映画上映中はおしゃべりもしないし、飛沫も飛びにくい。観客の方々がマスクをして映画を見られれば、新型コロナウイルス感染症に罹患する確率をかなり減らすことができる」としている。実際に劇場内でスモークをたいて換気の様子を撮影する実験では約20分で換気されることが立証され、1時間に3回換気（劇場内の空気が完全に入れ替わる）がなされることになり、映画館が「3密」環境ではないことを示した。